# Álvaro de Sá
Álvaro de Sá (Rio de Janeiro, 31 de outubro de 1935 - 14 de setembro de 2001) foi engenheiro químico, poeta, crítico e filólogo, sendo um dos fundadores do Poema/processo em 19 participado de todas as exposições da movimento.

## Vida e obra
Produzindo, inicialmente, poesia verbal, a parir de 1962 experimentou com outras linguagens.
Em 1965, conheceu Wlademir Dias Pino, intensificando a sua experimentação poética. Fundador do Poema-Processo (1967), co-editou as revistas Ponto I e II. Estendendo sua atuação ao exterior, manteve diálogo com os poetas Edgardo Antonio Vigo (Argentina) e Clemente Padín (Uruguai), produzindo poemas para livros e outros suportes.
Em 1973 fez poemas-filmes com Neide Dias de Sá. Em 1999 foi eleito membro da Academia Brasileira de Filologia.
Nas décadas de 1970 e 1980 produziu livros de ensaios sobre vanguarda, comunicação e poesia.
Continuou produzindo poemas visuais e verbais. Expôs na Bienal de São Paulo e outras exposições, e publicou ensaios de crítica semiológica, literária e textual em jornais e revistas especializados.

## Obras

### Poemas/processo
- Alfaberto, 1966 (livro)
- Poemas Comestíveis, 1967 (performance)
- Chaos, 1969 (objeto)
- 12 X 9, 1967
- Poemics, 1991 (história-em-quadrinhos)

### Crítica
- Vanguarda Produto de Comunicação, 1977
- Poesia de Vanguarda no Brasil, 1983 (com Antônio S. L. Mendonça).